# Sojuz MS-07
Sojuz MS-07 è un volo astronautico verso la Stazione Spaziale Internazionale (ISS) e parte del programma Sojuz, ed è il 136° volo con equipaggio della navetta Sojuz dal primo volo avvenuto nel 1967.

## Equipaggio
| Ruolo               | Equipaggio                                          | Equipaggio                                          |
| ------------------- | --------------------------------------------------- | --------------------------------------------------- |
| Comandante          | Anton Škaplerov, Roscosmos Expedition 54 Terzo volo | Anton Škaplerov, Roscosmos Expedition 54 Terzo volo |
| Ingegnere di volo 1 | Scott Tingle, NASA Expedition 54 Primo volo         | Scott Tingle, NASA Expedition 54 Primo volo         |
| Ingegnere di volo 1 | Norishige Kanai, JAXA Expedition 54 Primo volo      | Norishige Kanai, JAXA Expedition 54 Primo volo      |

## Equipaggio di riserva
| Ruolo               | Equipaggio                                | Equipaggio                                |
| ------------------- | ----------------------------------------- | ----------------------------------------- |
| Comandante          | Sergej Prokop'ev, Roscosmos Expedition 54 | Sergej Prokop'ev, Roscosmos Expedition 54 |
| Ingegnere di volo 1 | Alexander Gerst, ESA Expedition 54        | Alexander Gerst, ESA Expedition 54        |
| Ingegnere di volo 1 | Jeanette Epps, NASA Expedition 54         | Jeanette Epps, NASA Expedition 54         |